# Faculté de pharmacie de Monastir
Pour les articles homonymes, voir Faculté de pharmacie.
 (juin 2018).
La faculté de pharmacie de Monastir (arabe : كلية الصيدلة بالمنستير) est une composante de l'université de Monastir, située sur la rue Ibn Sina à Monastir en Tunisie. Elle est fondée par la loi no 75/72 du 14 novembre 1975.
Il s'agit de l'unique institution d'étude de la pharmacie en Tunisie. Elle délivre les diplômes de docteur en pharmacie et de pharmaciens spécialistes en biologie et en pharmacie hospitalière et industrielle. Elle assure des formations doctorales dans le cadre de master et de thèse de doctorat. Les études y sont organisées selon un premier cycle de deux ans, un deuxième cycle de quatre ans, dont une année de stage, et une soutenance de thèse pour obtenir le diplôme national de docteur en pharmacie.
Le 20 novembre 2015, la faculté fête son quarantième anniversaire.
En 2019, la Conférence internationale des doyens des facultés de pharmacie d'expression française évalue la faculté.
En 2024, la faculté décroche une double certification ISO 21001 et 9001.

## Direction
En 2012, le professeur Souad Sfar est la doyenne de la faculté et le professeur Fethi Safta son vice-doyen. En 2015, le professeur Abdelhalim Trabelsi remplace Sfar ; Younes Ghorbali est quant à lui secrétaire général.
En 2020, le professeur Mohsen Hassine est doyen. En 2024, la professeure Chérifa Chaouch est doyenne de la faculté)

## Formation
| Diplôme national de docteur en pharmacie | Diplôme national de docteur en pharmacie |
| ---------------------------------------- | --- |
| Master de recherche                      | - Biologie des maladies vasculaires - Biotechnologie et immunologie appliquées aux maladies transmissibles - Développement des médicaments - Biologie médicale et technologie de la santé |
| Master professionnel                     | - Qualitologie et management de la qualité dans le domaine de la santé - Hémobiologie, transfusion et thérapie cellulaire                                                                 |
| Doctorat                                 | - Sciences pharmaceutiques |

## Départements
- Biologie clinique A : toxicologie, biochimie, hématologie ;
- Biologie clinique B : secourisme, immunologie, parasitologie, microbiologie ;
- Sciences pharmaceutiques A : pharmacie clinique, cytogénétique, botanique, biologie cellulaire, biologie végétale, pharmacologie, physiologie, pharmacognosie ;
- Sciences pharmaceutiques B : mathématiques, génétique et biologie de la reproduction, chimie générale, chimie organique, chimie thérapeutique, biophysique, pharmacie galénique, chimie analytique[7].

## Services
- Service scolarité ;
- Service financier ;
- Service informatique ;
- Service technique ;
- Service de maintenance, entretien et sécurité ;
- Services communs[8].

## Recherche
- Laboratoires de recherche : 
  - Laboratoire des maladies transmissibles et substances biologiquement actives ;
  - Laboratoire d'analyse, de traitement et de valorisation des polluants de l'environnement et des produits ;
  - Laboratoire de parasitologie, mycologie médicale et moléculaire (LP3M) ;
  - Laboratoire de développement chimique, galénique et pharmacologique des médicaments ;
  - Laboratoire de génome humain et maladies multifactorielles[9].
- Unités de recherche : 
  - Substances naturelles bioactives et biotechnologie ;
  - Anthropologie médicale appliquée au développement et à la santé[10]

## Coopération internationale
- Erasmus+